# مارتا وین
مارتا وین (به انگلیسی: Martha Wayne) یا مارتا کین یک شخصیت خیالی در کتاب‌های کامیک آمریکایی منتشر شده توسط دی‌سی کامیکس است که اغلب با شخصیت ابرقهرمان بتمن مرتبط است. او مادر بروس وین (بتمن آینده) است، و توماس وین همسر اوست.

## قتل
هنگامی که بروس وین (بتمن) هشت ساله بود، پدر و مادر اش او را به تماشای یکی از فیلم‌های زورو بردند، هنگام بازگشت به ماشین از راه کوچه‌ای خلوت عبور می‌کنند و یک فرد مسلح اقدام به سرقت گردنبند مارتا وین می‌کند و به ضرب گلوله هر دوی آن‌ها رامی کشد (مارتا وین و توماس وین) به کوچه نام جرم داده می‌شود، در نسخه‌های بعد تنها توماس وین به ضرب گلوله کشته می‌شود و مارتا وین از یک سکته مغزی ناشی از شوک فوت می‌کند.